# Edwin Argo
Edwin Yancey Argo –conocido como Eddie Argo– (Hollins, 22 de septiembre de 1895-Shreveport, 10 de marzo de 1962) fue un jinete estadounidense que compitió en la modalidad de concurso completo. Participó en los Juegos Olímpicos de Los Ángeles 1932, obteniendo una medalla de oro en la prueba por equipos.

## Palmarés internacional
| Juegos Olímpicos | Juegos Olímpicos             | Juegos Olímpicos | Juegos Olímpicos |
| Año              | Lugar                        | Medalla          | Categoría        |
| ---------------- | ---------------------------- | ---------------- | ---------------- |
| 1932             | Los Ángeles (Estados Unidos) | Medalla de oro   | Por equipos      |